# Meduno
Meduno (Midun in friaulisch) ist eine Gemeinde mit 1496 Einwohnern (Stand 31. Dezember 2023) in der italienischen Region Friaul-Julisch Venetien. Meduno liegt am Fuße des Monte Valinis.

## Lage
Meduno gehört zur Verwaltungsgemeinschaft Comunità Montana del Friuli Occidentale. Der namengebende Bach Meduna mündet hier in die Ebene. Nachbargemeinden sind Cavasso Nuovo, Frisanco, Sequals, Tramonti di Sopra, Tramonti di Sotto und Travesio. Die Ortsteile der Gemeinde sind:
- Ciago
- Del Bianco
- Mesinis
- Navarons
- Pitagora und
- Romaniz.

Bei Ciago liegt der Bahnhof Meduno an der Bahnstrecke Gemona del Friuli–Sacile.

## Sehenswertes
- Die Kirche Santa Maria Maggiore beherbergt ein Altarbild von Giovanni Battista Piazzetta.
- In genannter Kirche, die auch zusätzlich dem Philippus und Jakob geweiht ist befindet sich noch ein
  - Taufbecken von Giovanni Antonio Pilacorte von 1485,
  - ein Marmoraltar von Giovanni Trognon aus dem 18. Jahrhundert mit Statuen und Antependium von Giuseppe Bernardi-Torretti.
- In der Kirche San Martino in castello sind Fresken der Madonna mit Kind und Szenen um den Heiligen Martin aus dem 16. Jahrhundert von Pietro da San Vito zu sehen.